# Іртеньєв Ігор Мойсейович
Ігор Мойсейович Іртеньєв (рос. Иртеньев Игорь Моисеевич; нар. 25 травня 1947, Москва, РРФСР; прізвище при народженні — Рабинович) — російський поет, один з найбільш помітних представників іронічного напряму в сучасній російській поезії. Проживає в Москві та Карміелі (Ізраїль).
Народився в сім'ї істориків Рабиновича Мойсея Давидовича (1914–1980), члена Бунді та Ліншіц Ірини Павлівни (1915–1995). У 1972 році закінчив Ленінградський державний інститут театру, музики та кінематографії, в 1987 році — Вищі театральні курси. Публікується з 1979. У 1972–1973 рр. проходив дійсну військову службу в Забайкальському військовому окрузі. З 1965 по 1982 рік працював на Центральному телебаченні.
Перша публікація вийшла в 1979 році в тижневику «Літературна Росія» під псевдонімом Іртеньєв, яким зобов'язаний своїй бабці — Вірі Костянтинівні Іртеньєвій-Ліншіц, і який обрав собі за прізвище у 1984. У 1982–1984 рр. працював у газеті «Московський комсомолець», з 1984 — професійний літератор.
Автор двадцяти поетичних збірок, член Спілки письменників Москви та Російського ПЕН-центру, Лауреат премії «Золотий Остап» (1992), ряду літературних премій.

## Громадянська позиція
У 1996 і 2003 році був серед діячів культури та науки, які закликали російську владу зупинити війну в Чечні та перейти до переговорного процесу.
У березні 2014 року, після російської інтервенції в Україну, разом з рядом інших відомих діячів науки та культури Росії висловив свою незгоду з політикою російської влади в Криму. Свою позицію вони виклали у відкритому листі i 15 червня 2014 у віршах:
| | \| Да чтобы челюсти свело Тому, кто распевает это. Наш Путин вовсе не ху.ло. Он весь дитя добра и света. И мне, как патриоту, в лом, Да и обидно за державу, Когда его кругом ху.лом Налево кличут и направо. Возводят на него хулу – Страны кормилу и поилу, А ведь не каждому ху.лу Такое вытерпеть под силу. Да кто доверил бы ху.ле, Когда бы не было в том прока, Сидеть безвылазно в Кремле Уж почитай четыре срока? Дай бог, чтоб дальше нас вела, Преграды огибая ловко, Рука железная ху.ла И мудрая боеголовка[4][5]. \| |
| Да чтобы челюсти свело Тому, кто распевает это. Наш Путин вовсе не ху.ло. Он весь дитя добра и света. И мне, как патриоту, в лом, Да и обидно за державу, Когда его кругом ху.лом Налево кличут и направо. Возводят на него хулу – Страны кормилу и поилу, А ведь не каждому ху.лу Такое вытерпеть под силу. Да кто доверил бы ху.ле, Когда бы не было в том прока, Сидеть безвылазно в Кремле Уж почитай четыре срока? Дай бог, чтоб дальше нас вела, Преграды огибая ловко, Рука железная ху.ла И мудрая боеголовка. | |

.
У травні 2018 приєднався до заяви російських літераторів на захист українського режисера Олега Сенцова, незаконно засудженого у РФ.
У вересні 2020 року підписав листа на підтримку протестних акцій у Білорусії.